# Flankstek

Flankstekens placering i djuret.

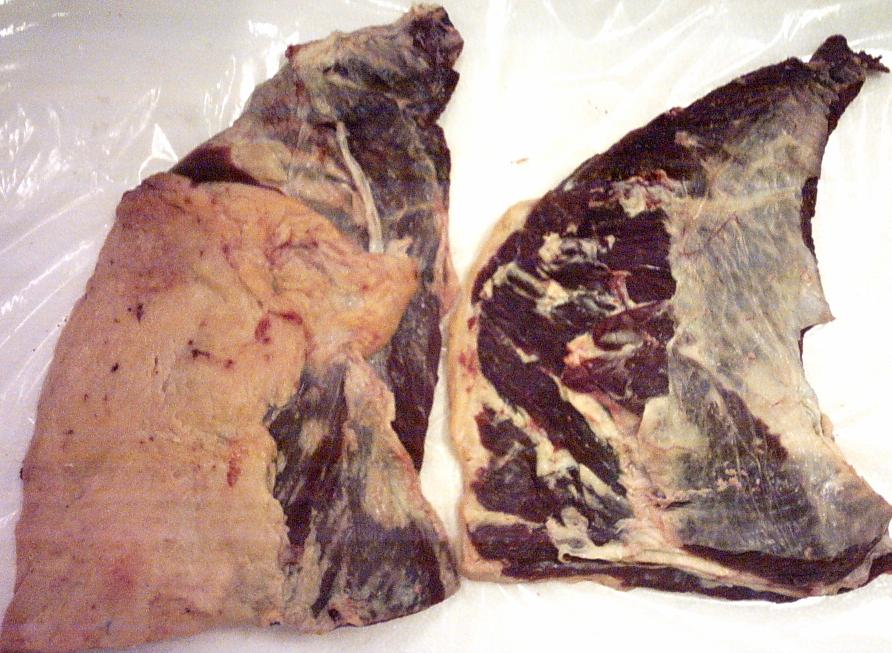
Flankstek.

Flankstek är en styckningsdetalj av nötkött. Den är en del av kållappen, som sitter på djurets undersida.
Det är en smakrik och långfibrig detalj. Den är aningen motståndskraftig och hård och bör därför marineras. Den är avlång i formen vilket gör det lätt att få köttet jämnt tillagat. Flanksteken bör alltid skäras mot fibrerna, annars blir den seg. En flankstek väger omkring 1 kilogram och har en fetthalt på cirka 5 %.
Flankstek lämpar sig väl för grillning och stekning. Hel grillas den cirka 8 minuter på var sida, skivad cirka 3 minuter. Köttet passar även bra strimlat till wok, eller i en stroganoff. Stektiden är då 3-5 minuter. Flankstek är utmärkt mald till råbiff tack vare en fin och djup köttsmak.
Styckningsdetaljen har på senare år blivit trendig och hittas ofta i butiksdiskarna, särskilt till grillsäsongen.